# Jakob Bernoulli (1759–1789)

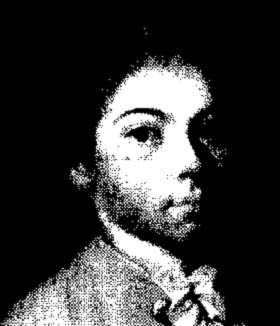
Jacob II Bernoulli

Jacob II Bernoulli (ur. 17 października 1759 w Bazylei, zm. 15 sierpnia 1789 w Petersburgu) – szwajcarski matematyk pochodzący z rodziny Bernoulli.

## Życiorys
Jacob II był synem Johanna II, bratem Johanna III i Daniela II. Na uniwersytecie studiował prawo, a u ojca i stryja Daniela I matematykę. Po studiach stawał do konkursów na różne katedry, jednak bezskutecznie. Dlatego opuścił Bazyleę i udał się do Włoch. Przebywał w Wenecji i Turynie. Został członkiem Turyńskiej Akademii. Publikował swoje rezultaty między innymi w Rozprawach Berlińskiej Akademii Nauk. Pełnił funkcję astronoma w rosyjskiej flocie. Był profesorem matematyki w Petersburgu, zajmował się głównie mechaniką, m.in. badał równanie różniczkowe drgań płyt. W latach 1786–1789 był członkiem Petersburskiej Akademii Nauk. Zginął młodo, tonąc podczas kąpieli w Newie.